# 西早稲田
西早稲田（にしわせだ）は、東京都新宿区の町名である。現行行政地名は西早稲田一丁目から西早稲田三丁目。住居表示実施済みの地域。

## 地理
新宿区の北部に位置する。町域北部は、概ね神田川に接し、これを境に豊島区高田に接する。北東部は、文京区関口にも接する。東部は、新宿区戸塚町に接する。南東部は、新宿区馬場下町に接する。南部は諏訪通りに接し、これを境に新宿区戸山に接する。西部は明治通りに接し、これを境に新宿区高田馬場に接する。
町域北辺、神田川付近には新目白通りが、中央部を早稲田通りが通っている。西早稲田一丁目付近にはグランド坂通りが通っている。西早稲田一丁目には、早稲田大学のメインキャンパスである早稲田キャンパスがある。また近隣にも、早稲田大学の関連の施設が見られる。これに関連して、町域内には、古本屋や学生向けの飲食店などが見られ学生街としての様相も見られる。特に古書籍を扱う古書店街は、早稲田通り沿いに多く見られその規模は都内でも神田神保町に次ぐほどになっている。他に大学や専門学校がいくつか見られる。その他、主に住宅地として利用される。

### 地価
住宅地の地価は、2025年（令和7年）1月1日の公示地価によれば、西早稲田2-18-35の地点で84万円/m2、西早稲田2-19-2の地点で125万円/m2となっている。

## 世帯数と人口
2025年（令和7年）3月1日現在（新宿区発表）の世帯数と人口は以下の通りである。
| 丁目           | 世帯数     | 人口     |
| -------------- | ---------- | -------- |
| 西早稲田一丁目 | 3,940世帯  | 5,752人  |
| 西早稲田二丁目 | 4,247世帯  | 6,173人  |
| 西早稲田三丁目 | 4,491世帯  | 7,025人  |
| 計             | 12,678世帯 | 18,950人 |

### 人口の変遷
国勢調査による人口の推移。
| 年                 | 人口   |
| ------------------ | ------ |
| 1995年（平成7年）  | 14,552 |
| 2000年（平成12年） | 16,687 |
| 2005年（平成17年） | 17,134 |
| 2010年（平成22年） | 18,383 |
| 2015年（平成27年） | 18,391 |
| 2020年（令和2年）  | 18,771 |

### 世帯数の変遷
国勢調査による世帯数の推移。
| 年                 | 世帯数 |
| ------------------ | ------ |
| 1995年（平成7年）  | 7,551  |
| 2000年（平成12年） | 9,135  |
| 2005年（平成17年） | 9,928  |
| 2010年（平成22年） | 11,085 |
| 2015年（平成27年） | 11,490 |
| 2020年（令和2年）  | 12,126 |

## 学区
区立小・中学校に通う場合、学区は以下の通りとなる（2018年8月時点）。
| 丁目           | 番地                                             | 小学校                 | 中学校                 |
| -------------- | ------------------------------------------------ | ---------------------- | ---------------------- |
| 西早稲田一丁目 | 全域                                             | 新宿区立戸塚第一小学校 | 新宿区立西早稲田中学校 |
| 西早稲田二丁目 | 1番24～28号 3～13番 14番1～2号 14番21～39号 15番 | 新宿区立戸塚第一小学校 | 新宿区立西早稲田中学校 |
| 西早稲田二丁目 | 14番3～20号 16～21番                             | 新宿区立戸塚第二小学校 | 新宿区立西早稲田中学校 |
| 西早稲田二丁目 | 2番                                              | 新宿区立東戸山小学校   | 新宿区立新宿中学校     |
| 西早稲田二丁目 | 1番1～23号                                       | 新宿区立早稲田小学校   | 新宿区立牛込第二中学校 |
| 西早稲田三丁目 | 1～19番 23番 31番1～8号                          | 新宿区立戸塚第一小学校 | 新宿区立西早稲田中学校 |
| 西早稲田三丁目 | 20～22番 24～30番 31番9～16号                    | 新宿区立戸塚第二小学校 | 新宿区立西早稲田中学校 |

## 交通
町域内には都電荒川線面影橋停留場・早稲田停留場がある。他に東部では東京メトロ東西線の早稲田駅が至近にある。他に早稲田通り沿いや明治通り沿いにバス便が多く設定されており、これらを利用するものも多い。また、徒歩15分程度かかるが、山手線・西武新宿線の高田馬場駅からの徒歩利用者も多くいる。
西部の明治通り沿いに、2008年（平成20年）6月14日より東京メトロ副都心線の西早稲田駅が開業した。

## 事業所
2021年（令和3年）現在の経済センサス調査による事業所数と従業員数は以下の通りである。
| 丁目           | 事業所数  | 従業員数 |
| -------------- | --------- | -------- |
| 西早稲田一丁目 | 203事業所 | 11,700人 |
| 西早稲田二丁目 | 258事業所 | 3,736人  |
| 西早稲田三丁目 | 229事業所 | 2,141人  |
| 計             | 690事業所 | 17,577人 |

### 事業者数の変遷
経済センサスによる事業所数の推移。
| 年                 | 事業者数 |
| ------------------ | -------- |
| 2016年（平成28年） | 733      |
| 2021年（令和3年）  | 690      |

### 従業員数の変遷
経済センサスによる従業員数の推移。
| 年                 | 従業員数 |
| ------------------ | -------- |
| 2016年（平成28年） | 6,378    |
| 2021年（令和3年）  | 17,577   |

## 施設
- 早稲田大学早稲田キャンパス
- 早稲田美容専門学校
- 甘泉園公園
- 甘泉園住宅
- 穴八幡神社
- 放生寺
- 水稲荷神社
- 西早稲田天祖神社
- 戸塚警察署
- 都営バス早稲田営業所
- 早稲田奉仕園
- ラビネスト

## その他

### 日本郵便
- 集配担当する郵便局と郵便番号は以下の通りである[17]。

| 区域                 | 郵便番号 | 郵便局       |
| -------------------- | -------- | ------------ |
| 2丁目1番1〜23号、2番 | 162-0051 | 牛込郵便局   |
| その他               | 169-0051 | 新宿北郵便局 |